# Yeísmo
Der Yeísmo (Aussprache regional unterschiedlich, z. B.[ʝeˈizmo], [ʒeˈizmo]; spanisch für Je-ismus) ist eine weitverbreitete, aber regional unterschiedliche Aussprache-Besonderheit in Form einer Dephonologisierung in der spanischen Sprache, bei der die Phoneme /⁠ʎ⁠/ und /⁠ʝ⁠/ zusammenfallen. 

## Beschreibung
In der Regel wird die (früher im spanischen Alphabet als ein Buchstabe angesehene) Buchstabenkombination ll nicht als [⁠ʎ⁠], sondern – wie in der jeweiligen Region das y – als [⁠ʝ⁠], [⁠j⁠], [⁠ɟ⁠], [⁠ʒ⁠] oder [⁠ʃ⁠] ausgesprochen. Fällt die gemeinsame Aussprache auf einen sch-Laut, ist auch von einem žeísmo (stimmhaft) bzw. šeísmo (stimmlos) die Rede. Der umgekehrte Fall, das Zusammenfallen der Phoneme /ʎ/ und /ʝ/ zu [ʎ], existiert ebenfalls und wird als lleísmo [ʎeˈizmo] bezeichnet.
Beispiel:
Im oft vorkommenden yo me llamo („ich heiße“) wird das llamo von den meisten Spanischsprechern nicht [ˈʎamo], sondern [ˈʝamo], [ˈjamo], [ˈɟamo], [ˈʒamo] oder [ˈʃamo] ausgesprochen. Entsprechend dem in llamo verwendeten Phon ist yo als [ʝo], [jo], [ɟo], [ʒo] oder [ʃo] (bzw. beim lleísmo als [ʎo]) auszusprechen.
Durch den Yeísmo ergibt sich, dass keine phonetische Unterscheidung mehr von Minimalpaaren wie [él] calló – [él] cayó (deutsch: [er] schwieg – [er] fiel) erkennbar ist.

## Vorkommen

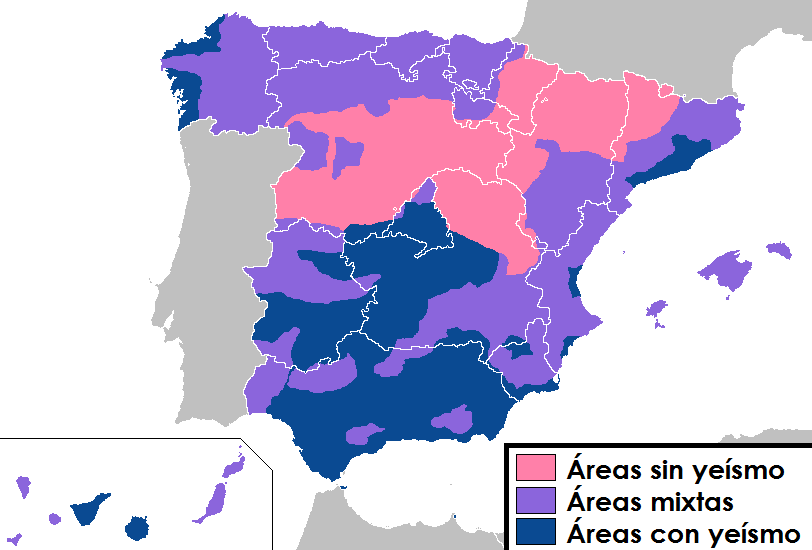
Yeísmo in Spanien

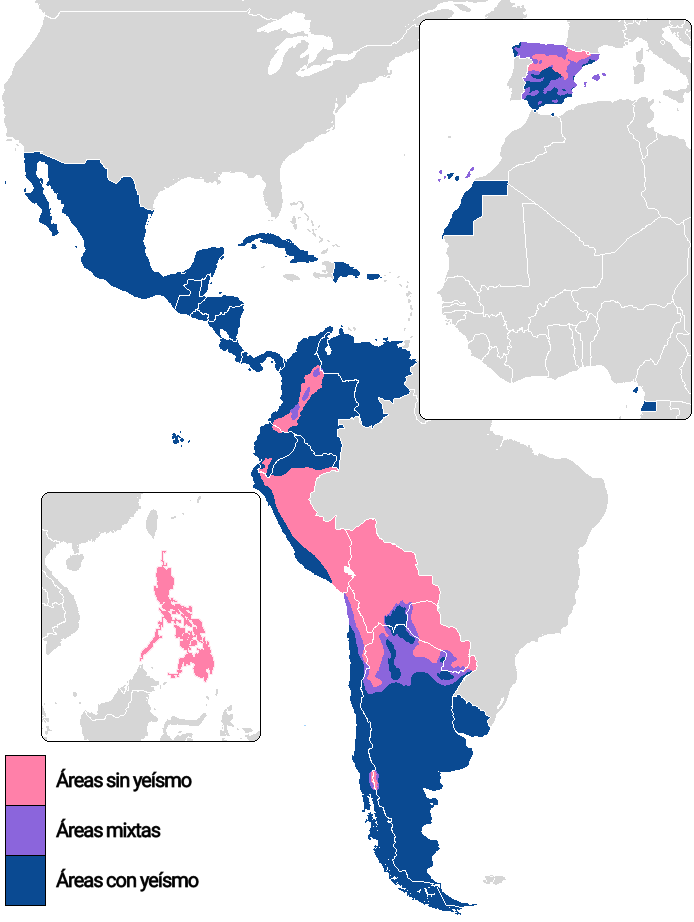
Globales Auftreten des Yeísmo (blau gekennzeichnet) in den spanischsprachigen Ländern

Als Ursprung des Yeísmo gilt das frühmoderne Andalusien, wo die beiden Palatale zugunsten einer nicht-lateralen Variante zusammenfielen. Verschiedene Linguisten, die nach den ältesten Spuren eines Yeísmo suchten, datieren den Beginn des Phänomens ins 16. bis 17. Jahrhundert.
Heute tritt der Yeísmo im Großteil Andalusiens auf, Ausnahmen finden sich im Südwesten der Region. Im Gegensatz zu anderen Aussprachebesonderheiten des Andalusischen Spanisch (etwa Seseo) konnte der Yeísmo mit der Zeit auch in anderen Regionen Spaniens Fuß fassen, insbesondere in den Arbeiterschichten der Städte. Kastilien erreichte das Phänomen um 1930. Heute gilt der Yeísmo als urbane Norm.
Die verschiedenen Ausprägungen des Yeísmo treten im Großteil des spanischsprachigen Raums auf. Ausnahmen sind zum Beispiel die Ostkordillere der Anden, Teile Paraguays und Nordspaniens. Der Yeísmo tritt vermehrt bei jüngeren Sprechern auf; darüber hinaus breitet er sich über die Jahrhunderte gesehen über die gesamte spanischsprachige Welt, sowohl geographisch als auch sozial, aus. Der Yeísmo ist typisch für die informelle Rede, während die Unterscheidung der Phoneme weiterhin als gehobene Aussprache gilt. Die Sprachakademien haben den Yeísmo mittlerweile akzeptiert.
Die Existenz des Lleísmo wird als Hyperkorrektur, als Gegenreaktion auf das Auftreten des Yeísmo, beschrieben.

## Rehilamiento
Ein Charakteristikum des Río-de-la-Plata-Spanisch ist die Aussprache von y und ll als postalveolare Frikative ([⁠ʒ⁠] oder [⁠ʃ⁠]). Dieses Phänomen wird als rehilamiento, „Schwirren“, bezeichnet. Indizien weisen auf ein Aufkommen des Phänomens im Buenos Aires des späten 18. oder frühen 19. Jahrhunderts hin.
War damals die stimmhafte Aussprache als [ʒ] die Norm, setzte im 20. Jahrhundert ein Lautwandel hin zum stimmlosen [ʃ] ein. Studien verschiedener Linguisten zeigen, dass dieser Prozess insbesondere von jungen Sprechern sowie von Frauen getragen wird und weiter andauert. Mittlerweile besitzt die stimmlose Variante in Argentinien Prestigecharakter.